# 特魯薩
特魯薩（Trosa）是瑞典的一座城市。2010年，有人口5,027人。